# ЛуАЗ-13021
ЛуАЗ-13021 — полноприводный автомобиль производства Луцкого автомобильного завода, модификация модели ЛуАЗ-1302.
Производился с 1991 по 1998 год, преимущественно для проживающих в сельской местности граждан.
По сравнению с базовой моделью автомобиля увеличилась колесная база на 500 мм. Задняя подвеска модернизирована, в результате чего были установлены более жесткие торсионы. Запасное колесо, которое у ЛуАЗ-1302 устанавливалось сзади, у ЛуАЗ-13021 находится под грузовой платформой, с правой стороны автомобиля. Бензобак размещён слева и находится между колёсами передней и задней оси. Кабина двухместная, под брезентовым верхом и с каркасом для защиты водителя и пассажира. Сзади устанавливалась платформа из металла для перевозки различных грузов с откидными задним и боковыми бортами, тент для неё не был предусмотрен. Ряд деталей кабины заимствованы у ЛуАЗ-1302.
На базе ЛуАЗ-13021 были созданы ряд опытных, не пошедших в серийное производство машин, среди которых вариант с кабиной на четырёх человек, фургон, машина скорой помощи.
В 1997-1998 годы некоторое количество автомобилей было собрано российской фирмой «Валетта», цеха которой находились в Московской области. Но в связи с кризисом 1998 года производство было закрыто.
В качестве достоинств автомобиля отмечали повышенную проходимость, недостатками называли слабую пригодность для транспортировки прицепов.